# Microphis
Microphis é um género de peixe da família Syngnathidae.
Este género contém as seguintes espécies:
- Microphis argulus
- Microphis caudocarinatus
- Microphis spinachioides
- Microphis brachyurus lineatus